# Papagaio-da-várzea
Papagaio-da-várzea (Amazona festiva), também conhecido como papa-cacau, é uma espécie de papagaio que é encontrada na região norte do Brasil e em países vizinhos. Tais aves chegam a medir até 35 cm de comprimento, possuindo uma plumagem da fronte e dos loros vermelho-escura e mancha azul atrás dos olhos. Também são conhecidas pelos nomes de tauá e tavuá.